# Астапенко Павло Євменович
Павло Євменович Астапенко (біл. Астапенка Павел Яўменавіч; 13 грудня 1918 - 22 березня 2010) — білоруський дипломат. Постійний представник Республіки Білорусь в ООН (1961—1964).

## Життєпис
З 1953 року — співробітник Міністерства закордонних справ Білоруської РСР.
У 1953 році — член делегації Білоруської РСР при Організації Об'єднаних Націй.
У 1956 році — керівник делегації Білоруської РСР на конференції Міжнародної організації праці в Женеві
У 1960—1961 рр. — заступник міністра закордонних справ Білоруської РСР
У 1961—1966 рр. — постійний представник Білоруської РСР в Раді Безпеки Організації Об'єднаних Націй.
З 1966 року — голова Управління туризму при Раді міністрів Білоруської РСР.